# Hilde Lauer

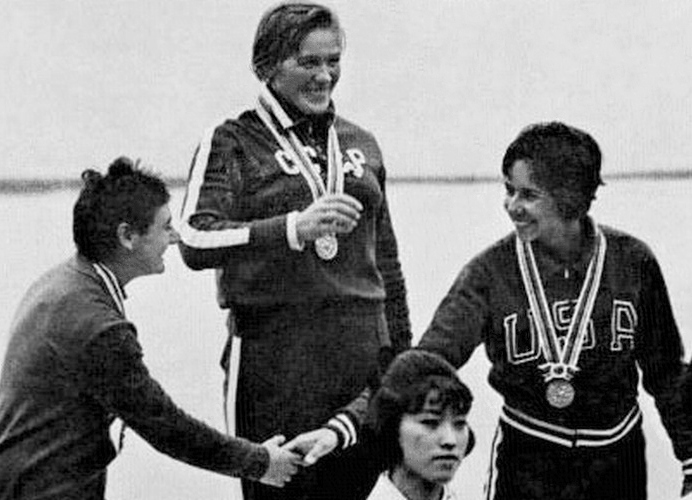
Siegerehrung bei den Olympischen Spielen 1964: Hilde Lauer (links), Ljudmila Chwedossjuk und Marcia Jones

Hilde Lauer, nach Heirat Hilde Tătaru, (* 24. März 1943 in Orțișoara) ist eine ehemalige rumänische Kanutin.
Hilde Lauer nahm 1964 an den Olympischen Spielen in Tokio teil. Zuerst wurden die Vorläufe im Zweier-Kajak über 500 Meter ausgetragen. Im ersten Vorlauf gewann das dänische Boot vor dem Boot aus den Vereinigten Staaten. Im zweiten Vorlauf siegten die Deutschen Roswitha Esser und Annemarie Zimmermann vor dem rumänischen Boot mit Hilde Lauer und Cornelia Sideri. Die ersten drei Boote aus jedem Vorlauf waren direkt für das Finale qualifiziert. Drei Stunden nach den Vorläufen im Zweier-Kajak fanden die Vorläufe im Einer-Kajak über 500 Meter statt. Hilde Lauer gewann den ersten Vorlauf vor der Deutschen Elke Felten, im zweiten Vorlauf setzte sich Ljudmila Chwedossjuk aus der Sowjetunion vor Marcia Jones aus den Vereinigten Staaten durch. Auch hier erreichten die ersten drei Boote jedes Vorlaufs direkt das Finale. Am Tag nach den Vorläufen wurden die Hoffnungsläufe ausgetragen. Wieder einen Tag später fanden die Finalläufe statt. Zuerst wurde das Finale im Einer-Kajak gestartet, Ljudmila Chwedossjuk siegte mit zweieinhalb Sekunden Vorsprung vor Hilde Lauer, Marcia Jones gewann Bronze vor Elke Felten. Achtzig Minuten später gingen die Zweier-Kajaks auf die Strecke. Esser und Zimmermann erkämpften mit zwei Sekunden Vorsprung vor dem US-Zweier die Goldmedaille, eine Sekunde dahinter erhielten Lauer und Sideri Bronze.
Die 1,60 m große Hilde Lauer gewann zwischen 1961 und 1969 zehn rumänische Meistertitel. Zuerst startete sie für den Clubul Sportiv Scolar aus Timișoara und wechselte dann in die Hauptstadt zu Steaua Bukarest. 1970 emigrierte sie in die Bundesrepublik Deutschland.